# Segestes

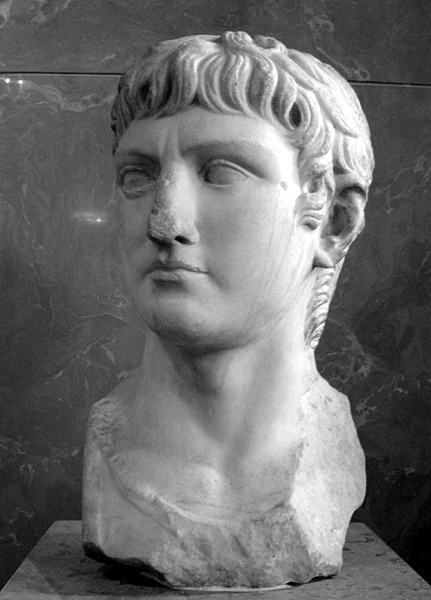
Busto de Germânico

Segestes foi um chefe da tribo germânica dos queruscos que esteve envolvido nos eventos relacionados com as tentativas romanas de conquistar a Germânia durante o reinado do imperador Augusto (r. 27 a.C.–14 d.C.). Ele foi rival de Armínio, um nobre e militar querusco. Contra sua vontade, Armínio casou-se com sua filha Tusnelda, o que minou ainda mais a relação deles. Partidário dos romanos, em 9 d.C., Segestes alertou o governador romano Públio Quintílio Varo da pretensão de Armínio e outros nobres queruscos de revoltarem-se. Seu alerta foi desacreditado, e como consequência Varo foi morto na batalha da floresta de Teutoburgo.
Em 14, Segestes foi forçado por sua tribo a participar de novos conflitos com os romanos, porém correspondeu-se com o general Germânico informando os planos e movimentos dos queruscos. Sua traição foi provavelmente descoberta, e foi atacado em sua casa, sendo salvo com muito dificuldade por um destacamento romano. Ele foi escoltado para o acampamento romano com seus filhos, escravos e clientes. Ele atenuou sua participação na guerra ao entregar sua filha Tusnelda como prisoneira e ao suplicar seus serviços a Augusto, que lhe garantiu cidadania romana. Ele ofereceu-se para negociar com os germânicos insurgentes. Germânico concedeu a Segestes uma morada em Narbo Márcio, e perdoou seu filho Sigimundo, que revoltou-se. Sua filha e seu neto Tumelico, nascido em cativeiro, foram levados para Ravena.